# Zeynep Tuğçe Bayat
Zeynep Tuğçe Bayat (* 8. Februar 1990 in Mersin) ist eine türkische Schauspielerin.

## Leben und Karriere
Bayat wurde am 8. Februar 1990 in Mersin geboren. Sie studierte an der Marmara-Universität. Ihr Debüt gab sie 2009 in Arka Sıradakiler. Zwischen 2010 und 2011 trat Bayat in Gönülçelen auf. Außerdem wurde sie 2014 für die Serie Ah Neriman gecastet. 2017 gewann sie eine Auszeichnung. Am 24. August 2020 heiratete sie den türkischen Schauspieler Cansel Elçin. 2020 spielte sie in der Serie Kuruluş Osman mit. Seit 2022 spielt sie in Baba mit.

## Filmografie
Filme
- 2017: Şansımı Seveyim
- 2018: Akvaryum

Serien
- 2009: Arka Sıradakiler
- 2010–2011: Gönülçelen
- 2011: Yıldız Masalı
- 2014: Ah Neriman
- 2015: Çilek Kokusu
- 2016: Seviyor Sevmiyor
- 2019: Afili Aşk
- 2020: Kuruluş Osman
- 2021: Senkron
- seit 2022: Baba

## Auszeichnungen
- 2017: Summer Theatre Awards in der Kategorie „Beste Schauspielerin“[2]